# ガルマン・ガミラス帝国の戦闘艦
ガルマン・ガミラス帝国の戦闘艦（ガルマン・ガミラスていこくのせんとうかん）は、アニメ『宇宙戦艦ヤマトIII』（以下、『ヤマトIII』）、『宇宙戦艦ヤマト 完結編』（以下、『完結編』）に登場するガルマン・ガミラス帝国の戦闘艦の一覧。

## 概要
旧ガミラス艦と同じ緑色を基調とした塗装が特徴。デザインは直線的で、旧来のガミラス艦とのデザイン上の共通点は少ない。一方、二連三段空母や戦闘空母など、旧ガミラス帝国艦艇の流れを汲んだ拡大発展型の艦も登場する。また、白色彗星帝国の艦艇の主兵装だった回転速射砲塔が本帝国艦艇の主兵装になっている。
前線に配備されている艦はいずれも新型の艦だが、旧ガミラス艦も本星防衛などに配備されている。

## デスラー艦
3代目は『ヤマトIII』、2代目は『完結編』に登場。

## デスラー砲艦
『ヤマトIII』に登場。

## 大型戦闘艦
『ヤマトIII』に登場。デザイン担当は板橋克己。
500メートル近い全長を誇る文字通りの大型艦で、ガルマン・ガミラス帝国の主力戦闘艦のひとつである。その艦体は、主に直線と平面によって構成され、左右両舷から張り出した巨大なインテーク、艦底部やや前よりの、段々にくびれた部分などが特徴である。これらの特徴は、3代目デスラー艦（新型デスラー艦）やヘルマイヤーの調査船などにも共通するものであり、板橋の描くガルマン艦デザインの特徴と言われる。艦体色はガルマン・ガミラス標準色の濃緑となっており、艦橋先端部およびブーメランカッターミサイルは黄色に塗られている。
主武装は6基の旋回砲塔（回転速射砲塔）を備える。本艦独自の武装として、艦首部に「ブーメランカッターミサイル」と呼ばれる大型対艦ミサイルを2発装備している。これは、発射後2つが分かれて飛び、敵艦を切り裂くとある。なお、グスタフ率いる北部方面艦隊の僚艦は、第21話のみブーメランカッターミサイルを装備しておらず、艦首が駆逐艦のようなデザインになっていて、艦首部は黄色に塗られている。
没になった準備稿の設定画では、ブーメランカッターミサイルは艦底部に装備され（ヤマトの第3艦橋を思わせる装備法）、艦首部には中型戦闘艦と同じ、台形の開口部があった。

序盤は劇中に登場せず、第16話のパレードに参加しているのが初登場である。この時は3隻の大型戦闘艦が、上空から多数の空挺部隊を降下させている。第21話および第23話で、グスタフ率いる北部方面艦隊の僚艦として多数登場。第23話のスカラゲック海峡星団会戦時では5隻が参加しており、ハーキンス率いるボラー連邦第8打撃艦隊と交戦して15対数百という戦力差の中数隻のボラー連邦艦を撃沈するも2隻が撃沈される。その後、グスタフの指令によって残った全艦が体当たり攻撃を敢行し、全滅する。第24話では、デスラー直率の艦隊でも多数登場。シャルバート星域において、ゴルサコフ率いるボラー艦隊の襲撃を受け、中型戦闘機（Aタイプ）の機銃掃射によって損傷している。

## 中型戦闘艦
『ヤマトIII』に登場。デザイン担当は板橋克己。
ガルマン・ガミラス帝国の主力戦闘艦のひとつであり、前線では艦隊旗艦として使用されることもある。作中序盤においてはダゴンの座乗艦として使用されていたことから、資料によっては「ダゴン艦」の名称で掲載されることもある。
艦の規模、台形状に空いた艦首開口部のデザイン、艦隊旗艦として使用されるなどの点は、ガルマン・ガミラス帝国の前身国家である、ガミラス帝国のシュルツ艦との共通点が多い。
ガルマン・ガミラス帝国軍内では中型の部類に入るが、その全長は252メートルであり、地球防衛軍の主力戦艦とほぼ同クラスの大きさを有する。艦型自体は、同時期に運用されている駆逐艦をスケールアップしたような外観で、直線と平面および台形の組み合わせで構成されている。艦の前部と中央部分の間にくびれがある。また、艦首先端部には台形状の開口部がある。艦橋は、円盤型の艦橋上部構造物が多い他のガルマン・ガミラス艦艇とは異なり、側面から見て平行四辺形状の構造物を2つ積み上げ、さらにその上部には二等辺三角状の構造物を乗せた形態となっている。艦のくびれより後ろにある腹部には、惑星破壊ミサイル艦と同じく、円錐状の構造物があるが、これが何であるかは不明。
また、艦内には作戦室がある。
艦体色は緑を基調とし、艦橋の上部構造物先端と艦首部がオレンジ色、円錐状の構造物は黄色、エンジンノズルが灰色で塗られている。
艦尾にメインエンジンを1基搭載。断面は駆逐艦同様に台形であるが、ショックコーンはない。
武装は砲身付の3連装砲塔を、艦橋前部に背負式で2基、艦橋後部に1基、合計3基配置。一番前にある3連装砲塔の手前には、回転速射砲塔を1基設置している。またダゴン艦のみ、第2話のアルファ星での戦闘で、転舵の際に1基の回転速射砲塔が艦橋後部に見えるカットがある。劇中での使用例は無いが、ミサイル兵装も存在する。そのほかに、艦首には高圧直撃砲を装備する。
没になった準備稿の設定画では、全長の3分の1にも及ぶほどの大型ミサイルを艦底部に装備していた。

劇中では第1話より、東部方面軍第18機甲師団司令のダゴンの座乗艦として登場。『ヤマトIII』における最初のヤマトの敵役として、対峙することになる。第9話で、バーナード星での戦闘でヤマトの波動砲で基地を破壊され、ダゴンの艦だけが唯一脱出に成功し、ワープで逃走する。第10話以降、ダゴンは第17空母艦隊を受領し、円盤形白色旗艦で指揮を執り、ヤマトとの戦闘で戦死したため、中型戦闘艦に乗る機会は二度となかった。また、中型戦闘艦自体の出番も減ってしまい、第22話のグスタフ率いる北部方面艦隊の僚艦、第24・25話のデスラー直属の艦隊で若干登場するにとどまっている。

## 駆逐艦
『ヤマトIII』に登場。デザイン担当は板橋克己。
従来のガミラス艦とのデザイン上の共通点は無い。艦容・戦闘能力などは、中型戦闘艦のスケールダウン版である。駆逐艦との名称であるが、第6話でヤマトに追突した際の対比では、ヤマトと大差ない大きさに描かれている。
艦体は、直線と平面および台形の組み合わせで構成されている。艦の前部と中央部分の間にくびれがある。艦首先端は台形状の断面をしているが、この部分については劇中での作画の振れが大きく、惑星破壊ミサイル艦のように尖った形態、中型戦闘艦のような開口部がある形態、調査船のようなくちばし状の形態など、多岐に渡る。艦尾には、断面が台形状のメインエンジンを1基搭載し、大型のショックコーンが備わる。
艦体色は緑を基調とし、艦首はオレンジ、エンジンノズルが灰色、ショックコーンは黄色に塗装されている。
武装としては、白色彗星帝国軍の艦艇に見られた回転速射砲塔を3基（艦首2基、艦尾1基）。艦橋前に固定式連装砲を1基。艦首部の上甲板には、格納式の高圧直撃砲を装備している。艦首の両舷には魚雷発射管を3門ずつ、計6門ある。回転速射砲塔と連装砲との間にある傾斜部分には、並列して3つのミサイル発射口があり、第3話における戦闘描写から、高い連射性を有している。また、同じく第3話での戦闘描写から、舷側に格納式連装エネルギー砲が数基存在していることが判明している。
装甲については、地球防衛軍の戦闘衛星の光線を弾き返す程度の強固さを有する。しかし、ヤマトのショックカノンの一撃では容易に貫通しており、複数隻撃沈されることもあった。

劇中ではガルマン・ガミラス艦隊の主力として多数登場している。第1話から第6話まで、ダゴン率いる東部方面軍第18機甲師団の艦が、バース星艦隊と数回に渡って交戦しているほか、ヤマトとの幾度も戦闘を重ね、大多数が撃沈されている。第2話では、地球側の最前線である、ケンタウルス座アルファ星系第4惑星に侵攻し、艦首ミサイルで地上攻撃を行った。第3話では、バース星艦隊との戦闘におけるワープミスから、ダゴン艦隊所属の駆逐艦1隻が地球の大気圏内へ出現し、そのまま強行偵察を謀るも、惑星探査出発前のヤマトのドックがある日本アルプスへ接近したため、地球防衛軍の中型雷撃艇による迎撃を受けて撃沈された。また、第6話での、第11番惑星近辺での戦いでは、被弾した1隻がヤマトへ強行接舷して白兵戦を挑んで来たこともある。第23話では、グスタフの北部方面艦隊の僚艦として、大型戦闘艦と共に登場。森雪の報告から、10隻が艦隊内に存在していたことが判明している。なお、この時には本艦級を小型艦と称している。その後のボラー艦隊との戦闘シーンでは一切登場していない。また、劇中での登場もこれが最後となっている。

## 惑星破壊ミサイル艦
『ヤマトIII』に登場。

## グスタフ艦
『ヤマトIII』に登場。

## 円盤形白色旗艦
『ヤマトIII』に登場。デザイン担当は出渕裕。
ダゴンが座乗する艦隊指揮艦。ドメラーズ2世の拡大発展型。2隻の同型艦を艦底部で接合したスタイルで、通常は連結しているが分離して行動することも可能。
艦自体はドメラーズ2世よりも強力に武装されており、艦首に三連装無砲身砲塔を2基、艦尾に砲身付き三連装砲塔を1基、左右舷側に砲身付き三連装砲郭を4基、さらに特殊兵器として強力な牽引ビーム発生器を備える（1隻毎。接合状態だと兵装は2倍になる）。
第10・11話でガイデルから打倒ヤマトの最終機会を与えられたダゴンが座乗し、新鋭空母艦隊を率いて決戦するも敗北する。最後の悪あがきに牽引ビームでヤマトを白鳥座のブラックホールへ叩き込もうと画策するが、逆に自艦がブラックホールに引きずり込まれる。

## 二連三段空母
『ヤマトIII』に登場。デザイン担当は板橋克己。

## 戦闘空母
『ヤマトIII』に登場。デザイン担当は板橋克己。

## 旧式艦

### デスラー戦闘空母
『ヤマトIII』に登場。デザイン担当は板橋克己。

### 駆逐型デストロイヤー艦
『ヤマトIII』に登場。デザイン担当は加藤直之、松崎健一。

### 駆逐型ミサイル艦
『完結編』に登場。デザイン担当は松崎健一。